# Triamcinolone

Le triamcinolone est un corticoïde .
Il s'agit d'un des corticoïdes les plus utilisées pour des douleurs ou inflammations du genou depuis les années 1950. Pour ce genre de douleurs, le triamcinolone s'introduit dans la jointure du genou par injection intra-articulaire.